# فوسا (طوكيو)

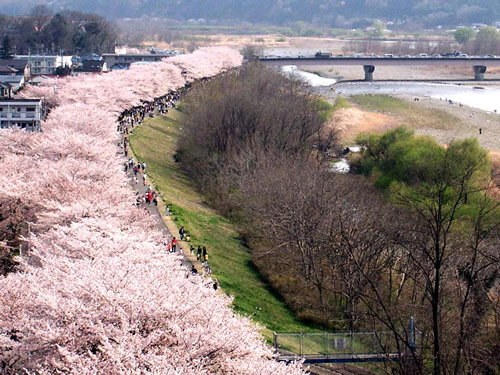
أزهار الساكوراعلى ضفاف نهر تاما في مدينة فوسا.

مدينة فوسَّا (باليابانية: 福生市 فوسَّا-شي) هي مدينة تقع في طوكيو، اليابان.
في عام 2003، وصل التعداد السكاني للمدينة إلى 61,337 نسمة والكثافة السكانية 5,989.94 نسمة في الكيلومتر مربع، والمساحة الإجمالية 10.24 كم مربع. تم تأسيس المدينة في الأول من يوليو 1970. تقع قاعدة يوكوتا الجوية التابعة للجيش الأمريكي في مدينة فوسا. كما يمر نهر تاما بالقسم الغربي من المدينة.

## أعلام
- يوتا كاناي
- إميري كاتو

## وصلات خارجية
- موقع مدينة فوسا باللغة اليابانية
- موقع مدينة فوسا باللغة الإنكليزية